# Лекно (Великопольське воєводство)
Лекно (пол. Łekno, нім. Lekno) — село в Польщі, у гміні Вонґровець Вонґровецького повіту Великопольського воєводства.
Населення — 715 осіб (2011).
У 1975-1998 роках село належало до Пільського воєводства.

## Демографія
Демографічна структура станом на 31 березня 2011 року:
|          | Загалом | Допрацездатний вік | Працездатний вік | Постпрацездатний вік |
| -------- | ------- | ------------------ | ---------------- | -------------------- |
| Чоловіки | 371     | 72                 | 266              | 33                   |
| Жінки    | 344     | 59                 | 218              | 67                   |
| Разом    | 715     | 131                | 484              | 100                  |